# Marco Aurelio Cleandro
Marco Aurelio Cleandro (II secolo – 190) è stato un militare romano, prefetto del pretorio, sotto Commodo.

## Biografia
Caduto in disgrazia ed eliminato il Prefetto del pretorio Tigidio Perenne, Commodo scelse il liberto Cleandro come suo favorito.
Costui era un cubiculario, un liberto addetto alla persona dell'imperatore in specie al "cubiculum" cioè la stanza da letto, un incarico delicato e di fiducia che metteva i cubiculari a contatto costante ed immediato con l'imperatore. Cleandro di origine orientale, un greco è indicato dalle fonti come un uomo di umili origini.
Gli storici antichi indicano che apparteneva alla famiglia di Commodo, da cui Cleandro era stato nutrito, quindi aveva allevato Commodo fanciullo stabilendo un legame familiare molto stretto.
Ricoprì dunque la carica di prefetto al pretorio nel 185, a seguito della congiura fallita ordita da Perenne, in modo vergognoso.
Durante il suo "mandato" si dice che assumesse e licenziasse altri prefetti, a volte quotidianamente. Abusò del potere e della fiducia di Commodo e quando si produsse una penuria di viveri in città scoppiò una rivolta. Su suo ordine, la Guardia Pretoriana massacrò una parte della popolazione civile, provocando un violento scontro con le coorti urbane. Commodo impaurito sacrificò Cleandro che venne ucciso con altri liberti.